# Małczowci (obwód Wielkie Tyrnowo)
Małczowci (bułg. Малчовци) – wieś w Bułgarii, w obwodzie Wielkie Tyrnowo, w gminie Wielkie Tyrnowo. W 2024 roku liczyła 10 mieszkańców.